# Gerhard Zacsek
Gerhard Zacsek (* 7. November 1937) ist ein ehemaliger österreichischer Fußballspieler.

## Karriere

### Vereine
Zacsek kam als Abwehrspieler zunächst bis 1960 für den SC Marchegg in der drittklassigen Landesliga Niederösterreich zum Einsatz, bevor er zur Saison 1960/61 zum Wiener AC wechselte. In der Staatsliga, der seinerzeit höchsten Spielklasse im österreichischen Fußball, bestritt er jedoch nur zwei Punktspiele. Am 9. April 1961 (19. Spieltag) debütierte er beim 3:0-Sieg im Heimspiel gegen den SV Stickstoff Linz. Sein zweites Punktspiel erfolgte eine Woche später bei der 2:6-Niederlage im Auswärtsspiel gegen den Wiener Sport-Club.
Nach nur einer Saison für den Wiener AC kehrte er zum SC Marchegg zurück, mit dem er nach einer Saison in der viertklassigen 2. Liga Nord sich für die Landesliga Niederösterreich 1962/63 qualifizieren konnte. In einem Teilnehmerfeld von 14 Mannschaften belegte seine Mannschaft den sechsten Platz. In der Folgesaison stieg er mit ihr als regionaler Meister in die Regionalliga Ost auf, in der darauffolgenden ab. Am Saisonende 1967/68 konnte der Spielklassenverbleib auf Platz 13 soeben noch gesichert werden. Für den SC Marchegg bestritt er zudem das am 15. August 1964 mit 1:0 gewonnene Erstrundenspiel gegen den FK Austria Wien im Wettbewerb um den ÖFB-Cup.

### Nationalmannschaft
Zacsek kam 1967 für die Amateurnationalmannschaft im Wettbewerb um den UEFA Amateur Cup zum Einsatz, an dessen Ende der Pokalgewinn stand. Am 18. Juni gehörte er der Finalmannschaft an, die in Palma mit 2:1 über die Amateurnationalmannschaft Schottlands gewann.

## Sonstiges
Zacsek war zwischen 1993 und 1997 Gemeinderat der SPÖ in seiner Heimatgemeinde Marchegg.

## Erfolge
- Europameister der Amateure 1967
- Meister Landesliga Niederösterreich 1964